# Amnonia carmelitana
Amnonia carmelitana là một loài ruồi trong họ Tachinidae.